# 시모코사와역
시모코사와역(일본어: 下古沢駅)은 일본 와카야마현 이토군 구도야마정에 위치한 난카이 전기 철도 고야 선의 철도역이다. 역 번호는 NK 82이며, 단선 승강장 1면 1선의 구조를 갖춘 지상역이다.

## 이용 현황
- 2015년 기준 : 66명

## 역 주변
- 국도 제370호선

## 역사
- 1928년 6월 18일 : 고야산 전기 철도가 고야시타 역 - 가미야 역 ((현) 기이카미야 역) 간에 개업했던 때에 설치.
- 1947년 3월 15일 : 사명 변경에 의해, 난카이 전기 철도의 역이 됨.
- 2000년 10월 : 역 업무를 자회사인 난카이 빌딩 서비스로 위탁.
- 2002년 11월 12일 : 교환 설비가 철거되어, 측선역이 됨.
- 2007년 10월 : '고야 꽃과 철도' 프로젝트의 일환으로서, 하행 플랫폼 터에 꽃 울타리가 정비됨.
- 2009년 2월 6일 : 기이시미즈 역, 가무로 역, 구도야마 역, 고야시타 역, 가미코사와 역, 기이호소카와 역, 기이카미야 역, 고쿠라쿠바시 역, 고야산 역, 기노카와 교량, 뉴가와 교량, 고사쿠 선 등과 함께 근대화 산업 유산으로 지정됨.

## 인접 역
| 난카이 전기철도 고야 선               | 난카이 전기철도 고야 선 | 난카이 전기철도 고야 선            |
| ------------------------------------- | ----------------------- | ---------------------------------- |
| NK 81 고야시타 난바 · 시오미바시 방면 | 고야 선                 | 가미코사와 NK 83 고쿠라쿠바시 방면 |